# 2002-es Vuelta ciclista a España
A 2002-es Vuelta a España volt az 57. spanyol körverseny. 2002. szeptember 7-e és szeptember 29-e között rendezték. A verseny össztávja 2957 km volt, és 21 szakaszból állt. Végső győztes a spanyol Aitor González lett.

## Végeredmény
|    | Versenyző            | Csapat              | Idő           |
| -- | -------------------- | ------------------- | ------------- |
| 1  | Aitor González       | Kelme-Costa Blanca  | 75 óra 13'52" |
| 2  | Roberto Heras        | US Postal           | 2'14"         |
| 3  | Joseba Beloki        | ONCE-Eroski         | 3'11"         |
| 4  | Oscar Sevilla        | Kelme-Costa Blanca  | 3'26"         |
| 5  | Iban Mayo            | Euskaltel-Euskadi   | 5'42"         |
| 6  | Angel Casero         | Team Coast          | 6'33"         |
| 7  | Francesco Casagrande | Fassa Bortolo       | 6'38"         |
| 8  | Félix Garcia         | Bigmat Auber 93     | 6'46"         |
| 9  | Manuel Beltran       | Team Coast          | 8'29"         |
| 10 | Gilberto Simoni      | Saeco-Longoni Sport | 9'22"         |